# Рютти, Рудольф
Рудо́льф Рю́тти (нем. Rudolf Rütti) — швейцарский кёрлингист.
В составе мужской сборной Швейцарии участник чемпионата мира 1968 (заняли шестое место). Чемпион Швейцарии среди мужчин.
Играл на позиции первого.

## Достижения
- Чемпионат Швейцарии по кёрлингу среди мужчин: золото (1968).

## Команды
| Сезон   | Четвёртый   | Третий      | Второй           | Первый        | Турниры                      |
| ------- | ----------- | ----------- | ---------------- | ------------- | ---------------------------- |
| 1967—68 | Франц Марти | Ули Штауфер | Петер Штауденман | Рудольф Рютти | ЧШМ 1968 · ЧМ 1968 (6 место) |

(скипы выделены полужирным шрифтом)